# Euphorbia berevoensis
Euphorbia berevoensis är en törelväxtart som beskrevs av Lawant och Buddens.. Euphorbia berevoensis ingår i släktet törlar, och familjen törelväxter.
Artens utbredningsområde är Madagaskar. Inga underarter finns listade i Catalogue of Life.